# プスケム川
プスケム川（プスケムがわ、ウズベク語: Piskom / Писком、英語: Pskem River）はウズベキスタンのタシュケント州の東北部にある川である。天山山脈のカザフスタンにあるタラス・アラタウ山脈（en:Talas Alatau）に源を発し、ウズベキスタンのプスケム山脈（en:Pskem Mountains）の麓を下り、チャルヴァク貯水池（以前はチルチク川）に注いでいる。おもな支流はアクサルサイ川などである。  

## 参照項目
- チャルヴァク湖
- チルチク川